# Homobono de Cremona
Santo Homobono (Cremona, 1117 — Cremona, 13 de novembro de 1197) é o padroeiro dos empresários, comerciantes, alfaiates e sapateiros, bem como de Cremona, na Itália.
Ele foi canonizado em 1199 a pedido urgente dos cidadãos de Cremona. Ele morreu em 13 de novembro de 1197 e seu dia de festa é comemorado em 13 de novembro.
Ele era um comerciante de Cremona, norte da Itália. Nascido Omobono Tucenghi, ele era um leigo casado que acreditava que Deus havia permitido que ele trabalhasse para poder apoiar pessoas que viviam em estado de pobreza. Seu nome é derivado do bônus homo, latino ("homem bom").
Homobono foi capaz de perseguir esse chamado na vida facilmente como resultado da herança que recebeu de seu pai, um próspero alfaiate e comerciante. Ele praticava seus negócios em Cremona com honestidade escrupulosa. Ele também doou uma grande proporção de seus lucros para o alívio dos pobres.
Homobono era frequentador intenso da igreja, e participava da Eucaristia todos os dias. Enquanto participava da missa, prostrado na forma de uma cruz, em 13 de novembro de 1197, Homobono morreu. Quatorze meses depois, Homobono foi canonizado pelo Papa Inocêncio III. Na bula da canonização, o Papa o chamou de "pai dos pobres", "consolador dos aflitos", "assíduo em oração constante", "homem de paz e pacificador", "homem de bom nome e ação", e "esse santo ainda é como uma árvore plantada por correntes de água que produzem frutos em nossos dias".
A igreja de Sant'Omobono em Roma é dedicada a ele.